# توماس جي. وايس
توماس جي. وايس (بالإنجليزية: Thomas Weiss)‏ هو باحث أمريكي، ولد في 1946.